# Cochemiea multidigitata
Cochemiea multidigitata, conocido comúnmente como biznaga de muchos dedos, es una especie de planta suculenta perteneciente al género Cochemiea, dentro de la familia Cactaceae. Es endémica del noroeste de México (concretamente del estado de Sonora) y anteriormente se le conocía como Mammillaria multidigitata.

## Descripción

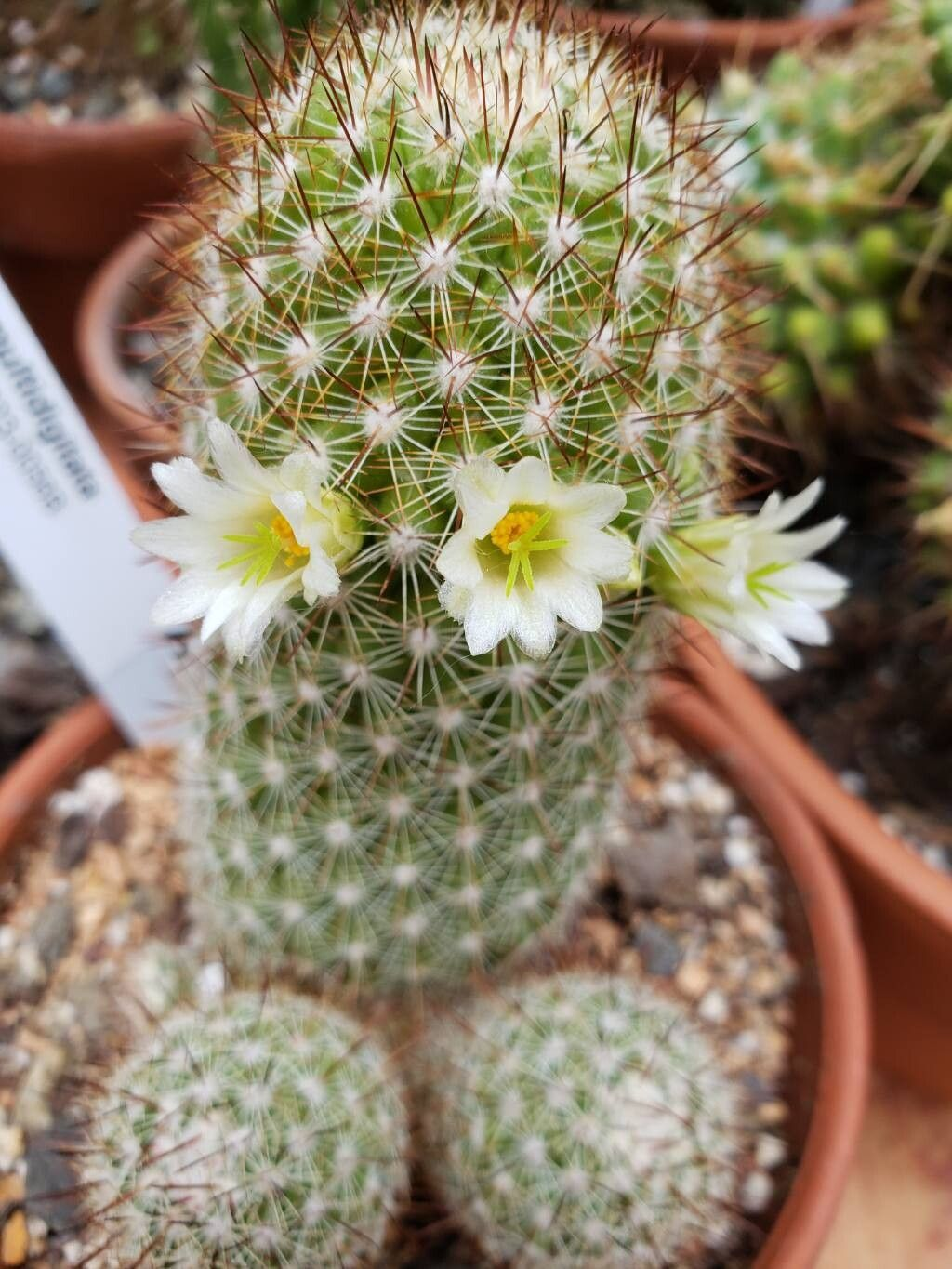
Floración

Cochemiea multidigitata es una especie de cactus que tiene crecimiento ramificado, formando grandes grupos de más de cien cuerpos individuales. Sus tallos son verdes, tienen forma cilíndrica y crecen de 5 a 20 cm de altura y de 2 a 5 cm de diámetro.
Los tallos están cubiertos de tubérculos romos dispuestos en espiral, no producen savia lechosa (látex) y poseen un poco de lana en las axilas (espacio que hay entre los tubérculos). Sobre ellos se asientan areolas con unas 4 espinas centrales de color blanco con la punta marrón, de hasta 0,8 cm de largo y donde alguna de ellas tiene forma de gancho. También tienen de 15 a 25 espinas radiales de color blanco, extendidas y de 0,6 a 0,8 cm de largo.

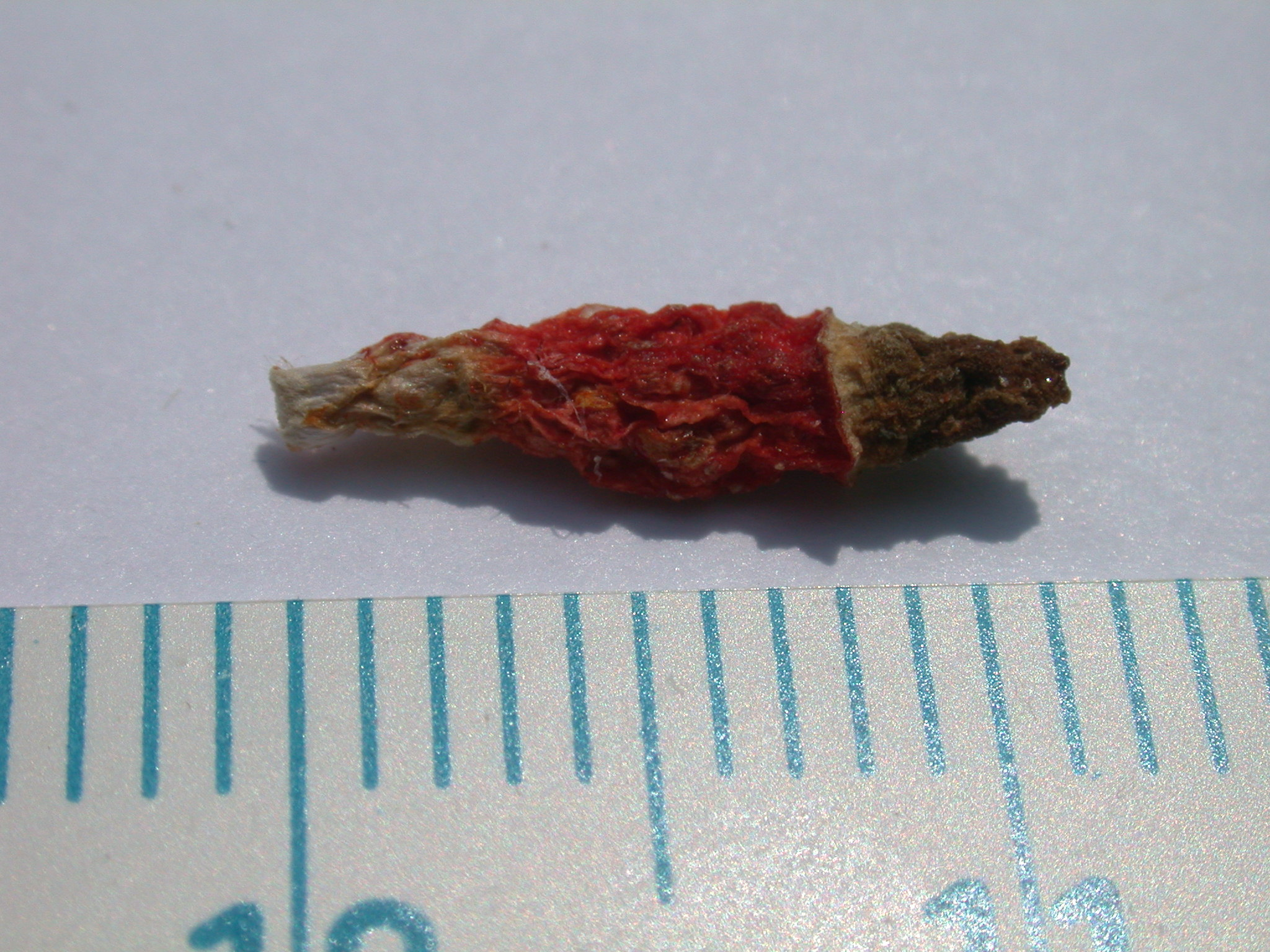
Detalle del fruto

Las flores son pequeñas y de color blanco a crema. Tienen forma de embudo y miden hasta 1,5 cm de largo. Los frutos tienen forma de maza y son de color rojo. Miden hasta 1,5 cm de largo y contienen en su interior pequeñas semillas de color marrón.

## Distribución y hábitat

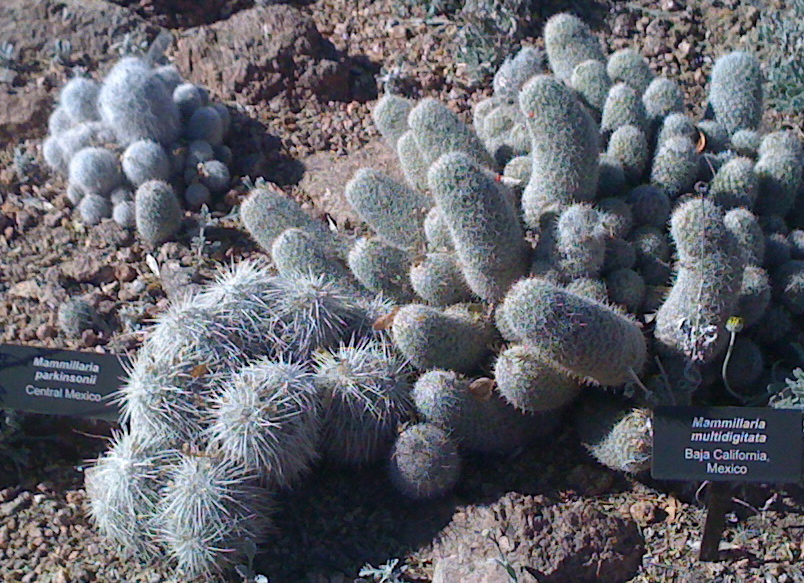
En cultivo con otras especies

El área de distribución nativa de esta especie es el noroeste de México (concretamente en el estado de Sonora) y crece principalmente en biomas desérticos o de matorrales secos, desde el nivel del mar hasta los 350 m s. n. m.

## Taxonomía
La primera descripción de esta especie fue como Mammillaria multidigitata, publicada en 1947 por los botánicos Frank Radley y George Edmund Lindsay en la revista científica Cactus and Succulent Journal 19: 152.
Posteriormente, los botánicos Peter B. Breslin y Lucas C. Majure colocaron la especie en el género Cochemiea, pasando a llamarse Cochemiea multidigitata y anotando estos cambios en la revista científica Taxon 70: 320 en el año 2021.
Etimología
- Cochemiea: nombre genérico que hace referencia a la tribu indígena Cochimí, que en el pasado ocupó un gran territorio de Baja California y cuya área es parte del área de distribución natural de este género.
- multidigitata: epíteto específico que deriva de las palabras latinas multi- (que significa 'muchos') y digitatus (que significa 'dedos'), haciendo referencia a la forma de crecimiento de la especie.[9]

## Estado de conservación
En la Lista Roja de Especies Amenazadas de la UICN, la especie está clasificada como de “Vulnerable (VU)”.
Señalar que debido a sus características, esta especie ha sido extraída de su hábitat para ser comercializada de manera ilegal, aunque no se tiene cuantificación del daño que esto ha producido a las poblaciones. Además se considera en la categoría de Sujeta a Protección Especial (Pr) de la Norma Oficial Mexicana 059.

## Usos

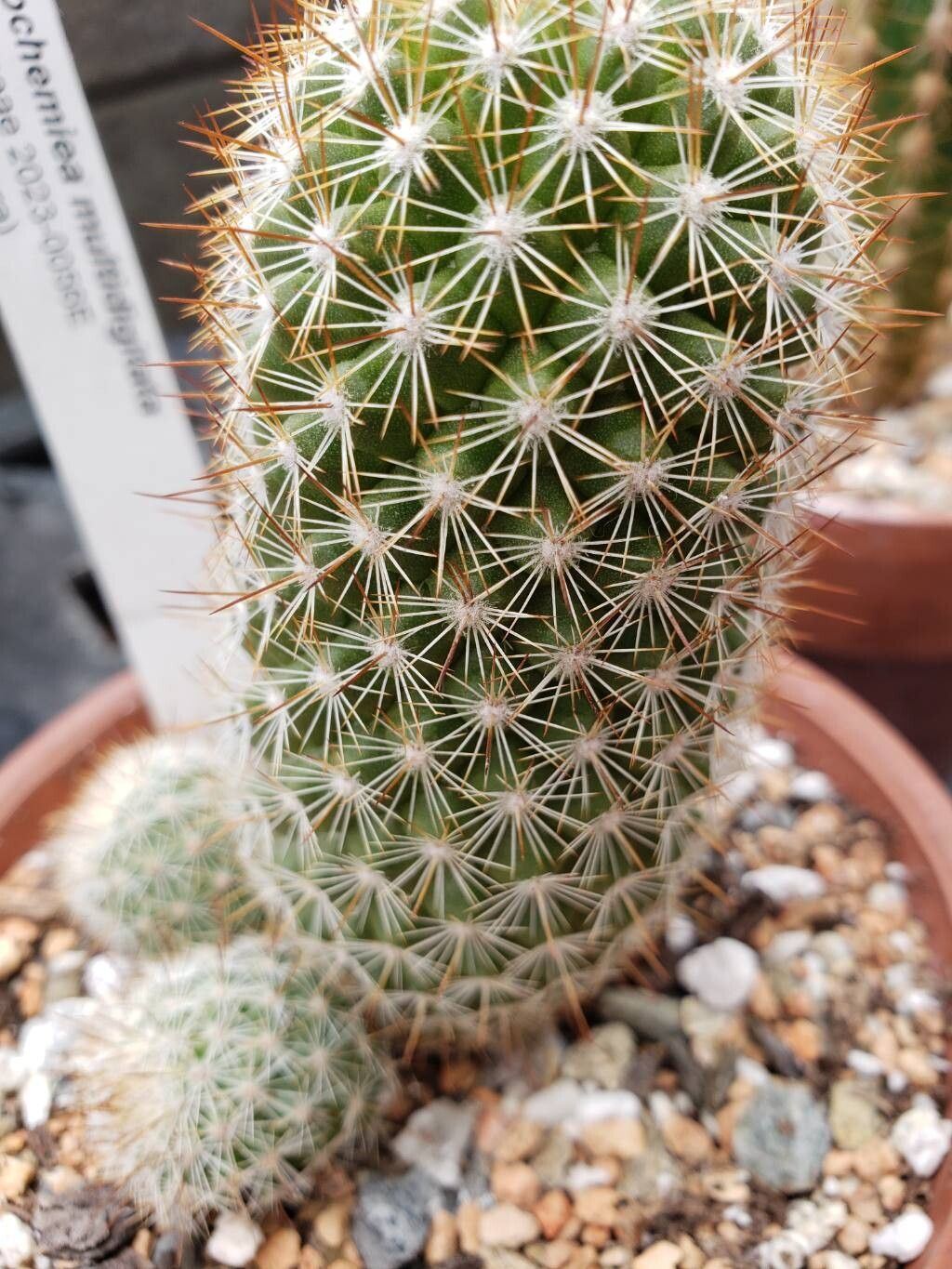
Cultivo en maceta

Se cultiva principalmente como planta ornamental y su propagación se realiza a través de esquejes o semillas.